# Eurytoma arachnophaga
Eurytoma arachnophaga is een vliesvleugelig insect uit de familie Eurytomidae. De wetenschappelijke naam is voor het eerst geldig gepubliceerd in 1925 door Girault.